# Casa-Museu Jane Austen
A Casa-museu Jane Austen (em inglês: Jane Austen's House Museum) é um museu independente administrado pelo "Jane Austen Memorial Trust" e consiste em uma casa em estilo georgiano, situada na pequena localidade de Chawton, nos arredores de Alton, Hampshire, Inglaterra (cerca de 80 quilômetros a sudoeste de Londres).
Foi a última morada de Jane Austen, que viveu ali entre 1809 e 1817 com sua mãe e irmã Cassandra. Jane Austen trabalhou aqui na revisão dos manuscritos de "Sense and Sensibility", "Pride and Prejudice" e "Northanger Abbey" e escreveu "Mansfield Park", "Emma" e "Persuasion"